# Le Cercle (roman, 2013)
Pour les articles homonymes, voir Le cercle et The Circle.
Le Cercle (titre original : The Circle) est un roman dystopique de science-fiction de Dave Eggers, paru en octobre 2013. Il évoque les activités de Mae Holland, embauchée par une puissante compagnie agissant sur internet — fusion de Google, Facebook et Apple — et qui découvre peu à peu les buts secrets et terrifiants de ses dirigeants qui désirent une totale transparence concernant la vie privée en utilisant le synopticon, par opposition au relais panoptique de Big Brother. L'ouvrage a fait l'objet d'une adaptation au cinéma en 2017, The Circle, réalisée par James Ponsoldt, avec Emma Watson dans le rôle de Mae Holland.

## Personnages
- Mae, Maebelline Renner Holland : jeune femme embauchée par Le Cercle, après quelques années de travail dans une municipalité
- Annie Atterton : son amie d'études, cadre supérieur au Cercle, confidente
- Ty, Tyler Alexander Gospodinov : le concepteur du Cercle (et de TruYou), créateur du Système opératoire unique, premier « Sage »
- Eamon Bailey : second « Sage », face visible du Cercle
- Tom Stenton : troisième « Sage »
- deux personnalités devenues « transparentes » : Walther et Santos
- Mercer : un ancien petit ami de Mae
- Francis : nouvel ami
- Kalden : personnage mystérieux

## Résumé
Quand Mae Holland est embauchée par le Cercle, elle n’en revient pas. Installé sur un campus californien, le Cercle, fournisseur d'accès à Internet relie les mails personnels, les réseaux sociaux, les achats des consommateurs et les transactions bancaires à un système d'exploitation universel, à l’origine d’une nouvelle ère hyper-numérique, prônant la civilité et la transparence.
Alors que la jeune femme parcourt le siège social en forme de cercle, les open-spaces, les immenses cafétérias en verre, les dortoirs confortables pour ceux qui restent travailler le soir (à La Colonie), la modernité des lieux et l’intense activité la ravissent. On fait la fête toute la nuit, des musiciens célèbres jouent sur la pelouse, des activités sportives, des clubs et des brunchs sont proposés, et il y a même un aquarium contenant des poissons rares rapportés par le P.-D.G.
Mae n’en croit pas sa chance de travailler pour l’entreprise la plus influente qui soit — même si le campus l’absorbe entièrement (plusieurs écrans, plusieurs bracelets connectés), l'éloignant de plus en plus de ses proches, même si elle s’expose aux yeux du monde en participant au tout dernier projet du Cercle, d’une avancée technologique aussi considérable qu’inquiétante, la transparence totale et en direct.

## L'auteur
Dave Eggers met en scène dans cet ouvrage nos peurs en tant qu'internaute. Au lieu de se projeter plusieurs décennies en avant, comme George Orwell dans 1984, il inscrit son cauchemar totalitaire dans un futur immédiat.

## Différences avec le film
Dans le roman, le troisième « Sage » de l'entreprise est Tyler (« Ty ») Alexander Gospodinov, d'origine russe et Blanc, tandis que dans le film il s'appelle Ty Lafitte et est Noir.
Le roman évoque deux liaisons sentimentales (et les relations sexuelles induites) de Mae avec, d'une part Francis, d'autre part Kalden (Ty), alors que le film n'en évoque aucune.
Dans le roman, Mercer se suicide avec sa voiture en la jetant dans le vide, alors que dans le film il est victime d'un accident de la route.
À la fin du roman, Mae, qui a entièrement intégré et accepté les buts stratégiques de l’entreprise, dénonce la proposition de Ty aux deux autres Sages, qui évincent immédiatement Ty de toute responsabilité dans l'entreprise ; contrairement au film, Mae ne demande pas sournoisement à Eamon Bayley et à Tom Stenton de porter sur eux une mini-caméra afin qu'ils deviennent à leur tour « transparents ». De manière plus globale, Mae apparaît dans le roman comme acceptant totalement les visées hégémoniques du Cercle.

## Critiques
Dans le New York Times, il est reproché à Eggers d'avoir sous-dimensionné le personnage de Mae Holland pour en faire un personnage sans substance, digne d'un dessin animé.
Le magazine Wired lui reproche son manque de recherches dans le domaine d'internet et des nouvelles technologies, qui rendent certains chapitres de son livre irréalistes.

## Récompenses
Le livre a été présélectionné pour le prix littéraire international IMPAC de Dublin en 2015, sans toutefois obtenir la récompense.